# Rovaši
Rovaši (cyr. Роваши) – wieś w Bośni i Hercegowinie, w Republice Serbskiej, w gminie Milići. W 2013 roku liczyła 740 mieszkańców.